# 金·戈登
金·愛西亞·戈登（英語：Kim Althea Gordon，1953年4月28日—），生於紐約羅徹斯特，在加州洛杉磯長大，並在奧蒂斯藝術與設計學院學習藝術，美國音樂家、歌手與藝術家，在另類搖滾樂團音速青春擔綱主唱、貝斯與吉他演奏，有「後龐克女神」美譽。

## 外部連結
- 音速青春官方網站 （页面存档备份，存于）